# Rafael Santos (ur. 1984)
Rafael, właśc. Rafael Alves dos Santos (ur. 10 listopada 1984 w Jaboticabal) – brazylijski piłkarz występujący na pozycji środkowego obrońcy.

## Kariera piłkarska
Rafael Santos rozpoczął swoją karierę w klubie Ponte Preta, w którym grał najpierw w drużynie młodzieżowej, a później w podstawowej jedenastce. 72 razy wychodził na boisko i strzelił 5 bramek. 1 października 2006 przeszedł do Internacionalu. 29 maja 2007 przeniósł się do Athletico Paranaense. 6 lutego 2008 został wypożyczony do EC Vitória, w którym został mistrzem stanu Bahia. 5 czerwca 2008 powrócił do Paranaense Atletico, ale już 4 sierpnia 2008, został ponownie wypożyczony, tym razem do włoskiego klubu Bologna FC za 2,5 mln euro. W końcu czerwca 2012 podpisał 2-letni kontrakt z ukraińskim Arsenałem Kijów. Po rozformowaniu Arsenału, 7 stycznia 2014 zasilił skład Qəbələ FK. W 2017 roku zakończył w nim swoją karierę.

## Sukcesy i odznaczenia
- mistrz stanu Bahia: 2008